# بورگ‌وارنر
بورگ‌وارنر (به انگلیسی: BorgWarner) یک شرکت سهامی عام آمریکایی است، که دفتر مرکزی آن، در شهر آوبرن‌هیلز، میشیگان، ایالات متحده آمریکا قرار دارد.
این شرکت در زمینه تولید سامانه‌های انتقال قدرت خودکار و دستی، کلاچ، توربوشارژر و سامانه‌های خودروی چهارچرخ محرک فعالیت می‌کند. بورگ‌وارنر ۶۰ تأسیسات تولیدی در ۱۸ کشور جهان دارد.